# Салех Машхуд
Салех Машхуд (перс. صالح مشهود) — село в Ірані, остані Хузестан, шахрестані Шуш, бахші Шавур, дехестані Шавур. За даними перепису 2006 року, його населення становило 287 осіб, що проживали у складі 41 сім'ї.